# Deuteronomos pallidior
Deuteronomos pallidior är en fjärilsart som beskrevs av Burrau 1950. Deuteronomos pallidior ingår i släktet Deuteronomos och familjen mätare. Inga underarter finns listade i Catalogue of Life.